# Czesław Szczepanik
Czesław Szczepanik (ur. 4 czerwca 1937 w Jelczy, zm. 28 lutego 2021 w Kolczynie) – polski monter, poseł na Sejm PRL VII kadencji.

## Życiorys
Był synem Jana i Genowefy. Uzyskał wykształcenie zasadnicze zawodowe. Pracował jako monter w Mazowieckich Zakładach Rafineryjnych i Petrochemicznych w Płocku. W 1976 uzyskał mandat posła na Sejm PRL z ramienia Polskiej Zjednoczonej Partii Robotniczej w okręgu Płock. W trakcie kadencji pełnił funkcję zastępcy przewodniczącego Komisji Górnictwa, Energetyki i Chemii.
Pochowany wraz z żoną Małgorzatą Kurek-Szczepanik (1955–2009) na cmentarzu komunalnym w Płocku.